# Стёпаново (городской округ Электросталь)
Стёпаново — деревня в городском округе Электросталь Московской области России.

## Население
| 1852 | 1859 | 1890 | 1926 | 2002 | 2006 | 2010 |
| ---- | ---- | ---- | ---- | ---- | ---- | ---- |
| 354  | ↘352 | ↘178 | ↗616 | ↘222 | ↘131 | ↗138 |

## География
Деревня Стёпаново расположена на востоке Московской области, в южной части Ногинского района, на Носовихинском шоссе, примерно в 39 км к востоку от Московской кольцевой автодороги и 16 км к югу от центра города Ногинска, в верхнем течении реки Вохонки бассейна Клязьмы.
В 12 км к юго-западу от деревни проходит Егорьевское шоссе Р105, в 12 км к северу — Горьковское шоссе М7, в 2,5 км к западу — Московское малое кольцо А107, в 30 км к востоку — Московское большое кольцо А108, севернее деревни — пути Горьковского направления и хордовой линии Мытищи — Фрязево Ярославского направления Московской железной дороги. Ближайшие населённые пункты — деревни Бабеево и Всеволодово, посёлки Новые Дома и Фрязево.
В деревне одна улица — Новые Дома, приписано два садоводческих товарищества (СНТ).
Связана автобусным сообщением со станцией Фрязево Горьковского направления МЖД, городами Павловский Посад и Раменское.

## История
В середине XIX века деревня относилась ко 2-му стану Богородского уезда Московской губернии и принадлежала гвардии ротмистру Всеволоду Николаевичу Сипягину, в деревне был 31 двор, крестьян 161 душа мужского пола и 193 души женского.
В «Списке населённых мест» 1862 года — владельческая деревня 2-го стана Богородского уезда Московской губернии по правую сторону железной Нижегородской дороги (от Москвы), в 15 верстах от уездного города и 30 верстах от становой квартиры, при реке Чернавке, с 60 дворами и 352 жителями (161 мужчина, 191 женщина).
По данным на 1890 год — деревня Игнатьевской волости 2-го стана Богородского уезда с 178 жителями.
В 1913 году — 98 дворов, казённая винная лавка, три чайные лавки, пожарная дружина.
По материалам Всесоюзной переписи населения 1926 года — центр Стёпановского сельсовета Павлово-Посадской волости Богородского уезда в 1 км от Богородского шоссе и станции Фрязево Московско-Нижегородской железной дороги, проживало 616 жителей (288 мужчин, 328 женщин), насчитывалось 138 хозяйств, из которых 113 крестьянских, имелись лавка и чайная.
С 1929 года — населённый пункт Московской области.
Административно-территориальная принадлежность
1929—1930 гг. — центр Стёпановского сельсовета Богородского района.
1930—1963, 1965—1994 гг. — центр Стёпановского сельсовета Ногинского района.
1963—1965 гг. — центр Стёпановского сельсовета Орехово-Зуевского укрупнённого сельского района.
1994—2006 гг. — центр Стёпановского сельского округа Ногинского района.
2006—2018 гг. — центр сельского поселения Стёпановское Ногинского муниципального района.
С 1 января 2018 в составе городского округа Электросталь Московской области.

## Культура
Стёпаново — один из очагов особой, исконно подмосковной песенной традиции, отличающейся рядом композиционных особенностей и мастерством импровизации подголосков. В 1976 году этот населённый пункт посетила музыковед-этнограф С.И. Пушкина, записавшая от местных певиц 11 народных песен. Записи опубликованы в сборнике «Русские народные песни Московской области».

## Галерея
- Часовня
- Памятник воинам-героям, павшим в Великой Отечественной войне